# Sielsowiet Struga
Sielsowiet Struga (biał. Стружскі сельсавет; ros. Стружский сельсовет) – sielsowiet na Białorusi, w obwodzie brzeskim, w rejonie stolińskim, z siedzibą w Strudze. Od południa graniczy z Ukrainą.
Według spisu z 2009 sielsowiet Struga zamieszkiwało 3457 osób, w tym 3369 Białorusinów (97,45%), 49 Ukraińców (1,42%), 33 Rosjan (0,95%), 2 osoby innych narodowości i 4 osoby, które nie podały żadnej narodowości.

## Miejscowości
- agromiasteczko:
  - Struga
- wsie:
  - Jamne
  - Koszara (hist. Olmańska Koszara)
  - Olmany
  - Ostrów
  - Ustymle
  - Uźlarze
  - Wikarewicze Małe
  - Wikarewicze Wielkie
- chutory:
  - Łuki
  - Nowy Bór